# Археологическая зона Сант-Омобоно

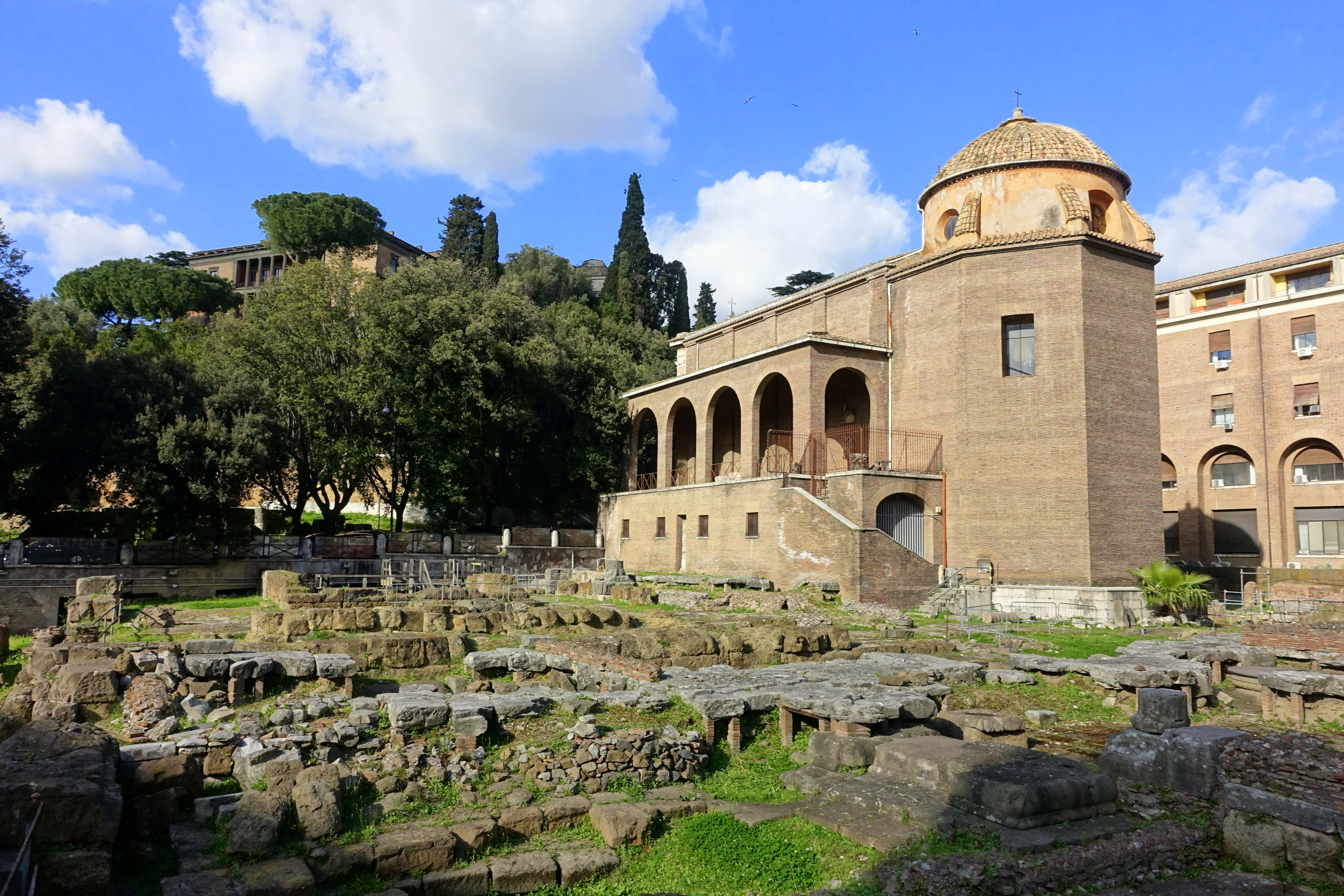
Археологическая зона Сант-Омобоно

Археологическая зона Сант-Омобоно  (итал. Area di Sant'Omobono) — участок рядом с церковью Святого Омобона в Велабре, Рим. В ходе раскопок эпохи Муссолини здесь обнаружены остатки древнейших святилищ Рима. 

## История
Остатки античных святилищ, случайно обнаруженные при строительных работах 1936 года, идентифицированы как упоминаемые античными источниками храмы Фортуны и Матери Матуты на Бычьем форуме, строительство которых традиция приписывает предпоследнему римскому царю Сервию Туллию. 
Известно, что эти храмы были перестроены Марком Фурием Камиллом в 396 до н. э.. Обнаруженные фундаменты соотносят именно с данной постройкой начала IV в. до н. э. 

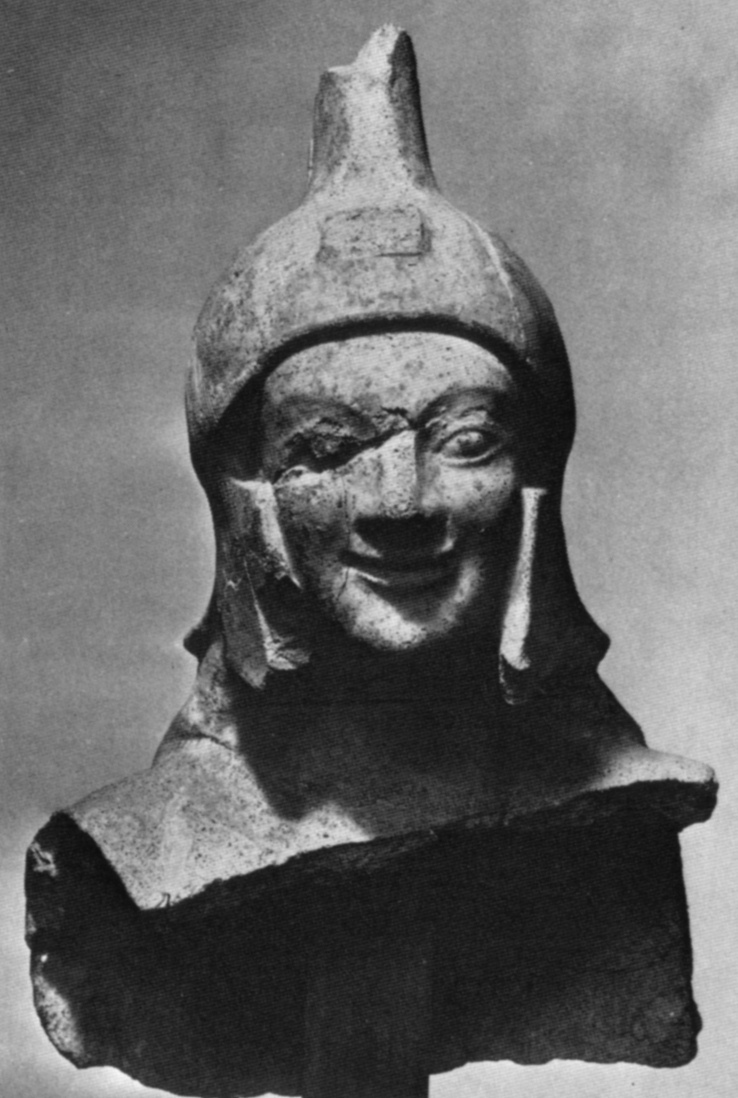
Терракотовая голова, предположительно, Минервы, обнаруженная в зоне Сант-Омобоно

Дальнейшие раскопки выявили под фундаментами этих храмов остатки ещё более древнего храма, меньшего по размеру, датируемого VII–VI вв. до н.э., что соотносимо с полулегендарным правлением Сервия Туллия. На данный момент это древнейшие известные остатки каменного святилища на территории Рима. Предполагается, что к VII–VI в. до. н. э. здесь существовал первый порт Рима, и построенное при гавани святилище призвано было укреплять взаимное доверие между местными жителями и приезжими торговцами. Установлено, что первоначально храм находился непосредственно на берегу Тибра, русло которого в результате мелиорационных работ республиканского периода сместилось к западу. 
Ещё более древние свидетельства человеческой активности на этом месте (обломки керамики) датируются Бронзовым веком и Железным веком — начиная с XVI в. до н. э.. 
Между VI в. до н.э. и II в. н. э. храмы перестраивались четыре раза: уже упомянутая перестройка после завоевания Вей (396 г. до. н. э.), затем после победы над Вольсиниями (264 г. до н. э.), затем после пожара 213 г. до н.э.; в I–II вв. н. э. территория была заново перестроена и вымощена травертином.
В V–VI веке храм Матери Матуты был обращён в церковь Сан-Сальваторе, которая затем несколько раз перестраивалась. В 1482 году на этом месте была построена ныне существующая церковь, посвящённая Святому Омобону.

## Описание

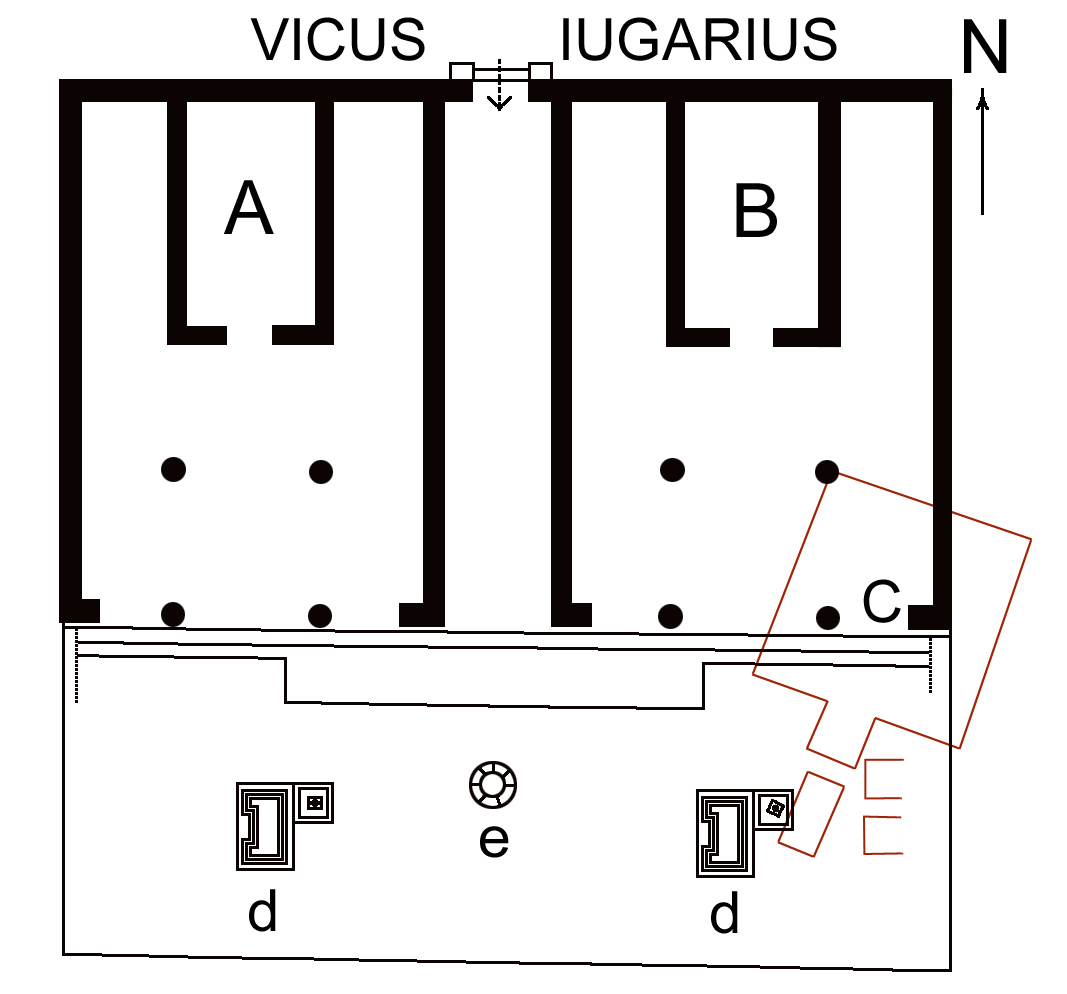
План археологической зоны: республиканские храмы Фортуны (А), Матери Матуты (В) и храм архаического периода (С)

Зона находится на углу Vico Jugario (античный Vicus Iugarius) и via Luigi Petroselli. 
Храмы Фортуны и Матери Матуты стояли почти вплотную друг к другу на общем невысоком подиуме и, судя по сохранившимся основаниям, были почти идентичны. Каждый храм состоял из целлы и пронаоса, оформленного антами с двумя колоннами между ними. Обнажена большая часть фундамента храма Фортуны, тогда как остатки храма Матери Матуты в значительной степени скрыты под зданием церкви. Перед храмами находились два алтаря, а между ними — круглая площадка для подношения вотивных предметов (donarium).
Храм архаического периода был меньше и имел несколько иную ориентацию. 
Раскопки в зоне Сант-Омобоно велись на протяжении всей второй половины XX века и продолжаются по сей день. Но они затруднены тем, что нижние культурные слои находятся глубине более четырёх метров, на два метра ниже уровня грунтовых вод.